# Пол Феникс
Пол Феникс (англ. Paul Phoenix) — вымышленный персонаж из серии видеоигр в жанре файтинг Tekken. Дебютировав в Tekken (1994), первой игре серии, он является одним из трёх персонажей (наряду с Ёсимицу и Ниной Уильямс), появившихся во всех последующих играх.
Пол представлен как вспыльчивый байкер, владеющий дзюдо, который неоднократно принимал участие в турнирах «Король Железного Кулака» в надежде выиграть призовой фонд и доказать, что он является лучшим бойцом в мире. За это время у него образовалось соперничество с антропоморфным медведем Кумой. Он получил неоднозначные отзывы от критиков за свой характер и уникальную причёску флэттоп. Кроме того, в более поздних играх серии он выступает в качестве комичного персонажа.

## Появления

### В видеоиграх
Пол регулярно принимает участие в турнирах «Король Железного Кулака», чтобы получить признание в качестве «самого сильного бойца во вселенной». Также он надеется использовать призовые деньги для погашения своих долгов, однако победа каждый раз выскальзывает у него из рук при различных обстоятельствах. В первом турнире он проигрывает Кадзуе Мисиме после многочасового боя. В Tekken 2 он добирается до финального раунда, однако застревает в пробке по пути к матчу, из-за чего его дисквалифицируют. На протяжении всего турнира в Tekken 3 Пол одерживает победу за победой, но когда он одерживает верх над Хэйхати Мисимой и Огром, Пол покидает соревнование, думая, что он выиграл, тогда как на самом деле его последним противником должен был стать Древний Огр, — альтер эго Огра. В результате, согласно прологу Tekken 4, додзё Пола обанкротилось из-за нехватки учеников, в связи с чем Пол стал бездомным алкоголиком. Он принимает участие в турнире, намереваясь изменить свою жизнь.
Во время первых двух турниров Пол сражался с Кумой, большим бурым медведем, которого обучал сам Хэйхати Мисима, и победил его. После того, как животное умерло от старости, Хэйхати начал тренировать его замену, которого также назвал Кумой. Новый воспитанник Хэйхати побеждает Пола в четвёртом турнире. После этого Пол переходит к новым тренировкам и принимает участие в пятом турнире, чтобы отомстить Куме. Он побеждает, но оказывается слишком измотан, чтобы продолжить соревнование, из-за чего покидает его. Потеряв очередной приз и будучи обременённым огромным долгом, Пол вступает в шестой турнир, в надежде окончательно разобраться со своими финансовыми проблемами. В этот раз он приходит к выводу, что союз с другими участниками укрепит его шансы на победу, поэтому он объединяется со своим старым другом Маршаллом Ло и известным боксёром Стивом Фоксом.
Также Пол появляется в Tekken Card Challenge, Tekken Tag Tournament, Tekken Advance, Tekken 3D: Prime Edition, Tekken Tag Tournament 2 и Tekken Revolution. Пол является играбельным персонажем в файтинге-кроссовере Street Fighter X Tekken, где его напарником выступает Маршалл Ло. Ко всему прочему, он выступает в качестве открываемого персонажа в многопользовательской игре в жанре Beat ’em up Urban Reign 2005 года.

### Дизайн и геймплей
По словам продюсера игровой серии Tekken, Кацухиро Харады, Пол Феникс был основан на персонаже японской манги, в частности на герое из произведения JoJo’s Bizarre Adventure. На момент его дебюта в Tekken (1994) Полу было 25 лет. Его основным костюмом на протяжении всей серии выступает красная дзюдоги без рукавов и чёрные перчатки с набивкой. На правой руке у него имеется татуировка скорпиона. В Tekken 7 дизайн Пола подвергся изменениям: теперь его кожаный костюм включает красные, белые и синие цвета. Загружаемый костюм Пола из Street Fighter X Tekken напоминает одежду персонажа Руфуса из Street Fighter.
Официально боевым стилем Пола Феникса считается дзюдо. GameSpy назвал Пола «одним из самых губительных персонажей» в Tekken 6, с «одними из лучших низких атак». Нейдель Крисан из 1UP.com отметил, что в Street Fighter X Tekken Пол является «довольно простым персонажем с мощными комбо, которые могут быть не изобретательными, но при этом наносить массу урона», тогда как Тристан Дамен из VentureBeat заявил, что «Пол Феникс, являющийся одним из самых сильных персонажей в своей родной игровой серии, значительно ослаблен неспособностью бросать огненные шары».

### Другие появления
Пол появляется в качестве камео в Tekken: The Motion Picture, где он является одним из участников турнира. В финале картины он переносит потерявшую сознание Мишель Чан на спасательный корабль, незадолго до уничтожения острова Мисима. Помимо этого, Пол также играл главную и второстепенную роли в комиксах по мотивам Tekken, выпускавшимся с 1997 по 2017 год.
В 1998 году Epoch Co. выпустили фигурку Пола, на основе его появления в Tekken 3. Он носил чёрный кожаный костюм, а в комплект с фигуркой вошли подставка и сменные руки.

## Отзывы и мнения
«Пол начал свой путь в Tekken как Кен, как в случае с Кадзуей и Рю, однако с Полом всё прошло не так гладко и он всё больше и больше становился комичным персонажем. Иногда он просит у своего старого друга Ло денег, иногда он побеждает первую форму финального босса и уходит раньше, чем появляется вторая, а иногда он сражается с медведем. Пол Феникс, мотоциклист с внушительной причёской, может быть глупым, но он, по крайней мере, полон решимости (или слишком глуп, чтобы знать, когда его бьют).»
Пол получил смешанные отзывы за его геймплей, личность и уникальную причёску. Мэтт Свайдер из Gaming Target поставил Пола на 10-е место в списке «лучших персонажей Tekken». В 2012 году, в своём превью к Street Fighter X Tekken, Нейт Минг из Crunchyroll описал дуэт Пола Феникса и Маршалла Ло как «схему быстрой наживы». В 2013 году Кевин Вонг из Complex поместил Пола на 3-е место среди «20 лучших персонажей Tekken». Уэсли Инь-Пул из Eurogamer заявил, что Пол был его любимым персонажем в Tekken 3 для PlayStation из-за его дизайна и сильных ударов, в то время как Гэвин Джаспер из Den of Geek отметил в 2016 году, что Пол заслуживает того, чтобы быть центральным персонажем в восьмой части Tekken. В официальном опросе фанатов, проведённом Namco в 2012 году, Пол занял 3-е место среди наиболее востребованных персонажей из Tekken X Street Fighter, получив 15,83 % из 88 280 голосов.
В 2012 году Рич Найт из Complex оценил «абсурдный» эндинг Пола Феникса, поместив его на 2-е место среди «безумных моментов в серии Tekken». 4thletter.net поместил эту же концовку на а 127-е место в своём рейтинге «200 концовок в видеоиграх» 2013 года, сравнив Пола с другим комичным персонажем из серии Street Fighter, Даном Хибики. В интервью 2014 года Джоуи Анса, актёр из фильма «Уличный боец: Кулак убийцы», назвал Пола своим любимым персонажем из Tekken, но в то же время раскритиковал роль Феникса в последующих играх серии как «дурацкую шутку».
В печатной рекламной продукции к Tekken 2 присутствовал слоган: «Пол Феникс сразится с 23 бойцами. Кого же он убьёт первым? Своего парикмахера». В 2010 году Майкл Гримм из GamesRadar выразил желание столкнуть лбами Пола и Гайла, персонажа игровой серии Street Fighter, когда Street Fighter X Tekken ещё не была выпущена, сославшись на «их ужасные причёски». Том Гоултер из GamesRadar описал причёску Пола как «если бы Кен из Street Fighter засунул палец в электрическую розетку». В 2013 году Алекс Лэнгли из Arcade Sushi включил волосы Пола в список «10 лучших причёсок персонажей видеоигр». Лиана Керцнер из 411Mania.com в том же году поместила Пола на 4-е место в списке «8 персонажей с лучшими причёсками в видеоиграх», добавив: «Пол получит титул „Короля глупых причёсок“, даже если не сможет выиграть боевой турнир». ShortList выпустил статью под названием «Правила причёски в видеоиграх», описав случай с Полом: «Как ему удаётся поддерживать такую форму, похожую на скалу? Мы не знаем. Океаны лака для волос?».